# Tomaš
Tomaš falu Horvátországban Belovár-Bilogora megyében. Közigazgatásilag Belovár községhez tartozik.

## Fekvése
Belovár központjától légvonalban 6, közúton 10 km-re keletre, Prespa és Gornji Tomaš között Tomašica-patak mentén fekszik.

## Története
A 17. századtól a török által elpusztított, kihalt területre folyamatosan telepítették be a keresztény lakosságot. 1774-ben az első katonai felmérés térképén a falu „Dorf Thomas” néven szerepel.
A település katonai közigazgatás idején a szentgyörgyvári ezredhez tartozott. Lipszky János 1808-ban Budán kiadott repertóriumában „Tomass” néven szerepel.  
Nagy Lajos 1829-ben kiadott művében „Tomass” néven 61 házzal, 354 katolikus és 21 ortodox vallású lakossal találjuk.
A katonai közigazgatás megszüntetése után Magyar Királyságon belül Horvátország részeként, Belovár-Kőrös vármegye Belovári járásának része volt. 1857-ben 418, 1910-ben 918 lakosa volt. Az 1910-es népszámlálás szerint a falu lakosságának 81%-a horvát, 10%-a szerb, 8%-a magyar anyanyelvű volt. 1918-ban az új szerb-horvát-szlovén állam, majd később Jugoszlávia része lett. 1941 és 1945 között a németbarát Független Horvát Államhoz, majd a háború után a szocialista Jugoszláviához tartozott. 1991-től a független Horvátország része. 1991-ben lakosságának 86%-a horvát nemzetiségű volt. 2011-ben a településnek 241 lakosa volt.

## Lakossága
| Lakosság változása | Lakosság változása | Lakosság változása | Lakosság változása | Lakosság változása | Lakosság változása | Lakosság változása | Lakosság változása | Lakosság változása | Lakosság változása | Lakosság változása | Lakosság változása | Lakosság változása | Lakosság változása | Lakosság változása | Lakosság változása |
| ------------------ | ------------------ | ------------------ | ------------------ | ------------------ | ------------------ | ------------------ | ------------------ | ------------------ | ------------------ | ------------------ | ------------------ | ------------------ | ------------------ | ------------------ | ------------------ |
| 1857               | 1869               | 1880               | 1890               | 1900               | 1910               | 1921               | 1931               | 1948               | 1953               | 1961               | 1971               | 1981               | 1991               | 2001               | 2011               |
| 418                | 482                | 530                | 656                | 834                | 918                | 986                | 1.062              | 1.042              | 607                | 508                | 436                | 426                | 330                | 310                | 241                |

## Nevezetességei
Szent Tamás tiszteletére szentelt temploma a 18. században már állt. Egyhajós, négyszög alaprajzú épület, szűkebb, sokszög záródású, keletelt szentéllyel, csúcsíves ablakokkal. A karcsú harangtorony a nyugati homlokzat felett magasodik. Középkori elemei ma is láthatók.